# Simon Tong

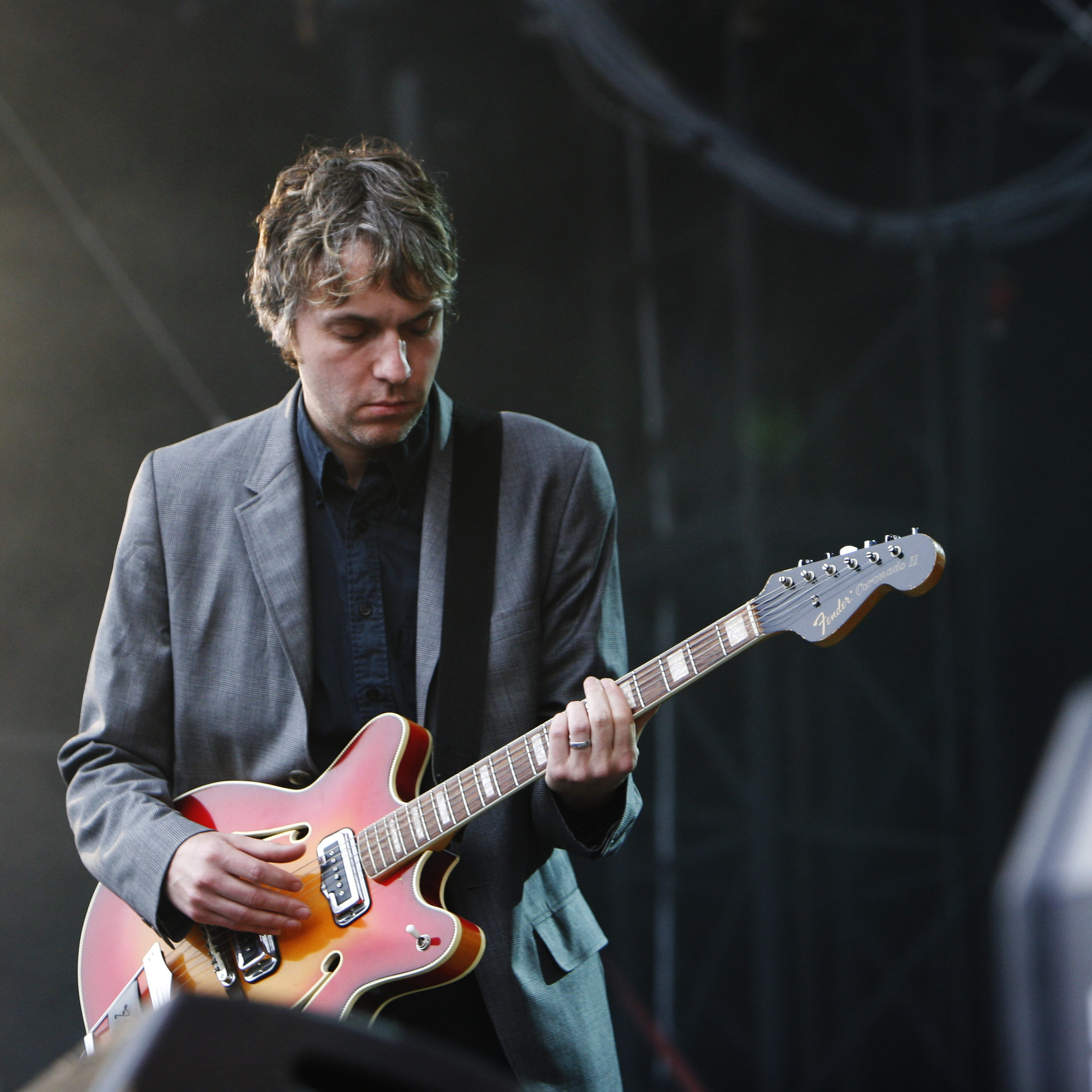
Simon Tong

Simon Tong (* 9. Juli 1972 in Lancashire, England) ist ein britischer Musiker. Er ist Gitarrist, Keyboarder, Produzent und Songschreiber und besuchte mit Richard Ashcroft die gleiche Klassenstufe. Bekannt wurde er als Mitglied von The Verve sowie als zeitweiliger Gitarrist von Blur, den Gorillaz und The Good, the Bad & the Queen. Er ist Gitarrist und Produzent der Band Erland & The Carnival, die über sein eigenes Label "Butterfly Recordings" veröffentlicht.

## Werdegang

### The Verve 1995 bis 1999
Seine langfristige Freundschaft zu Simon Jones bescherte Tong infolge des zeitweisen Ausstiegs von Nick McCabe die Möglichkeit, den Posten des The-Verve-Lead-Gitarristen zu übernehmen. So war er maßgeblich am Schaffungsprozess des The Verve-Bestsellers Urban Hymns beteiligt. Ende 1996 stieß McCabe wieder zur Band, Tong blieb als fünftes Mitglied weiterhin in der Band, nun jedoch als Rhythmusgitarrist und Keyboarder. 1999 löst sich die Band auf. Das The Verve - Best Of von 2004 zeigt mit This Could Be My Moment und Monte Carlo zwei Tracks, an denen Simon Tong als alleiniger Gitarrist beteiligt ist. Bei der erneuten Reunion von The Verve 2007 war er nicht beteiligt.

### The Rub, The Shining 2000 bis 2003
Nach der Verve - Trennung hat sich Tong 2000 zunächst mit Alan Wren (Ex-Stone Roses) für dessen Soloambitionen zusammengetan. Aus Renis Projekt wurde schließlich die Band The Rub, Tong bleibt jedoch lediglich kurzzeitiger Gast-Keyboarder.
Nachdem auch das andere "Verve - Stone Roses - Agreement" zwischen Simon Jones und John Squire 2000 zu scheitern drohte, schloss sich Simon Tong 2001 The Shining als Gitarrist an. Für das Debütalbum True Skies war Tong schließlich songwriterisch an der Mehrzahl der Songs beteiligt und das sowohl textlich als auch musikalisch. Die Single I Wonder How trägt ausschließlich seine Credits als Autoren, während er bei einem halben Dutzend Songs gemeinsam mit Simon Jones als Songschreiber in Erscheinung tritt. Nach Veröffentlichung des Albums und einer Europatournee 2002, bekam Simon Tong dann von Damon Albarn ein Angebot, das er nicht ausschlagen konnte. Da auch Dan MacBean als zweiter Gitarrist die Band verlässt, gelten The Shining kurzum als aufgelöst.

### Damon Albarn 2003 bis 2007
Gitarrist Graham Coxon hatte 2002 seiner Band Blur während der Aufnahmen zum Album Think Tank den Rücken zugekehrt. Nun fragte Albarn bei Tong an, ob dieser Coxon 2003 für die anschließende Promotour durch Europa live ersetzen könne, was dieser bejahte. Da die Rückkehr Coxons nie ganz ausgeschlossen werden soll, behält Simon Tong bei Blur den Status des Ersatzgitarristen. Allerdings entwickelt sich aus dieser Kollaboration eine enge musikalische Freundschaft zu Damon Albarn.
Nach Abschluss der Think Tank-Tour spielte Simon Tong 2004 für die Aufnahmen des Debütalbums Something Ilk von Simon Jones’ neuer Band Cathy Davey diverse Keyboard-Lines ein, bevor er als Gitarrist mit Damon Albarn die Proben und Aufnahmen zum zweiten Album der Gorillaz beginnt. Das Album Demon Days erscheint schließlich im Frühjahr 2005, für das Simon Tong auch wiederum live als Gitarrist mit tourt.
Mitte 2006 gab Damon Albarn die Besetzung seines neuen Projektes The Good, the Bad & the Queen bekannt, bei der auch wiederum Simon Tong im Line-up erscheint. Erstmals ist der wortkarge Simon Tong nun nicht Ersatzgitarrist, sondern war von Anfang erste Wahl bei einer Bandgründung. Das gleichnamige Debütalbum des Projektes erschien 2007. An der Reunion von The Verve 2007 hat sich Simon Tong nicht beteiligt.

### Butterfly Recordings, The Carnival. 2007 bis heute
Ende 2006 gründete Simon Tong mit dem englischen Produzenten Martin "Youth" Glover (Ex-Bassist von Killing Joke) das Plattenlabel Butterfly Recordings. Glover und Tong kennen sich seit der Aufnahme von Urban Hymns und spielen seit 2005 mit Paul Ferguson und Tim Bran (Dreadzone) im Soundscapeprojekt Transmission zusammen. Das Label spezialisiert sich auf englischen Indie-Folk. Die erste unter Vertrag genommene Band war Indigo Moss; Tong produzierte deren Debütalbum. Außerdem produzierte Tong Petra Jean Phillipson, Duke Garwood und Samatha Marais.
Seit 2008/2009 ist Simon Tong festes Mitglied der Butterfly Recordings-Band Erland & The Carnival, die 2009 mit Sänger Garwin Erland Cooper das Debütalbum Erland & The Carnival aufnimmt. Cooper stammt von den Orkney-Inseln, die Musik ist von schottischen Folkelementen geprägter, psychedelischer Britpop. Neben Tong gehört der Schlagzeuger David Nock (ehemals The Orb und The Cult), zum festen Kern der Band. Das erste Album erschien Ende Januar 2010. Das zweite Album Nightingale kam im März 2011 heraus. Mit Erland Cooper und Hannah Peel veröffentlicht er 2012 das Folk-Album Orkney: Symphony of the Magnetic North.

## Diskografie (Auswahl)
- 1997: The Verve, Urban Hymns (inkl. Bitter Sweet Symphony)
- 2002: The Shining, True Skies
- 2004: Cathy Davey, Something Ilk (Keyboard)
- 2004: The Verve, This Is Music: The Singles 1992–1998 (inkl. Monte Carlo und This Could Be My Moment)
- 2005: Gorillaz, Demon Days
- 2006: Transmission, Beyond Light
- 2007: Client, Heartland
- 2007: The Good, the Bad and the Queen, dto.
- 2010: Erland and The Carnival, dto.
- 2011: Erland & the Carnival, Nightingale
- 2012: The Magnetic North, Orkney: Symphony of the Magnetic North